# Pusher (individ)
 For alternative betydninger, se Pusher. (Se også artikler, som begynder med Pusher)
Pusher er et individ, som handler med narkotika, også kaldet "dealer". Begrebet pusher er hentet fra engelsk.
Det er ulovligt i Danmark, at begå narkokriminalitet og strafferammen for denne form for kriminalitet går op til 16 år.
I forbindelse med udmåling af strafferammen for besiddelse af narkotika (euforiserende stoffer), skelnes der mellem hvilke stoffer, der er tale om. Besiddelse af hash bliver eksempelvis ikke straffet nær så hårdt i forhold til besiddelse af amfetamin eller kokain.
I narkosager er der en række skærpende omstændigheder, hvis der importeres, eksporteres, sælges eller produceres euforiserende stoffer. Ligeledes betragtes indsmugling af stoffer i fængsler og andre sikrede institutioner eller såfremt, at individet tidligere har været straffet for lignende kriminalitet som skærpende omstændighed. Skærpende omstændighed resulterer i, at straffen vil blive udmålt betydeligt hårdere.